# Gajo Raffanelli
Gajetano Raffanelli (Macarsca, 6 agosto 1913 – Macarsca, 7 agosto 1988) è stato un calciatore croato, di ruolo centrocampista.

## Carriera

### Club
Cresciuto nel Zmaj Makarska nel maggio 1938 si accasò tra le file dell'Hajduk Spalato.
Indossò per 4 anni la casacca dei Majstori s mora disputando 118 partite totali e vincendo il campionato 1940-1941.

## Palmarès

### Club
- Campionato croato: 1

Hajduk Spalato: 1940-1941